# Jin Yan

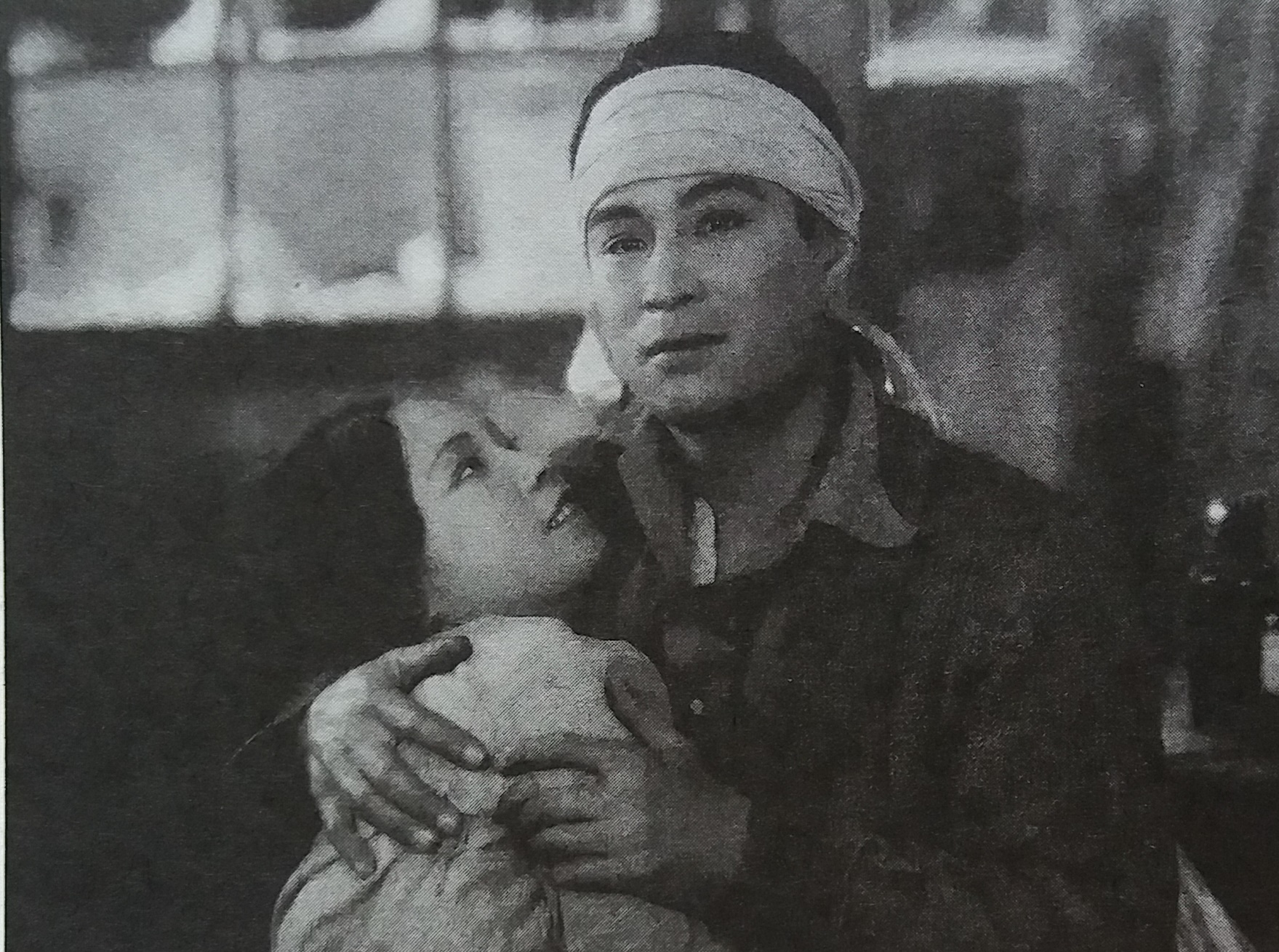
Jin Yan Amb primera muller Wang Renmei en la pel·lícula Flors Salvatges (1930 pel·lícula) [zh

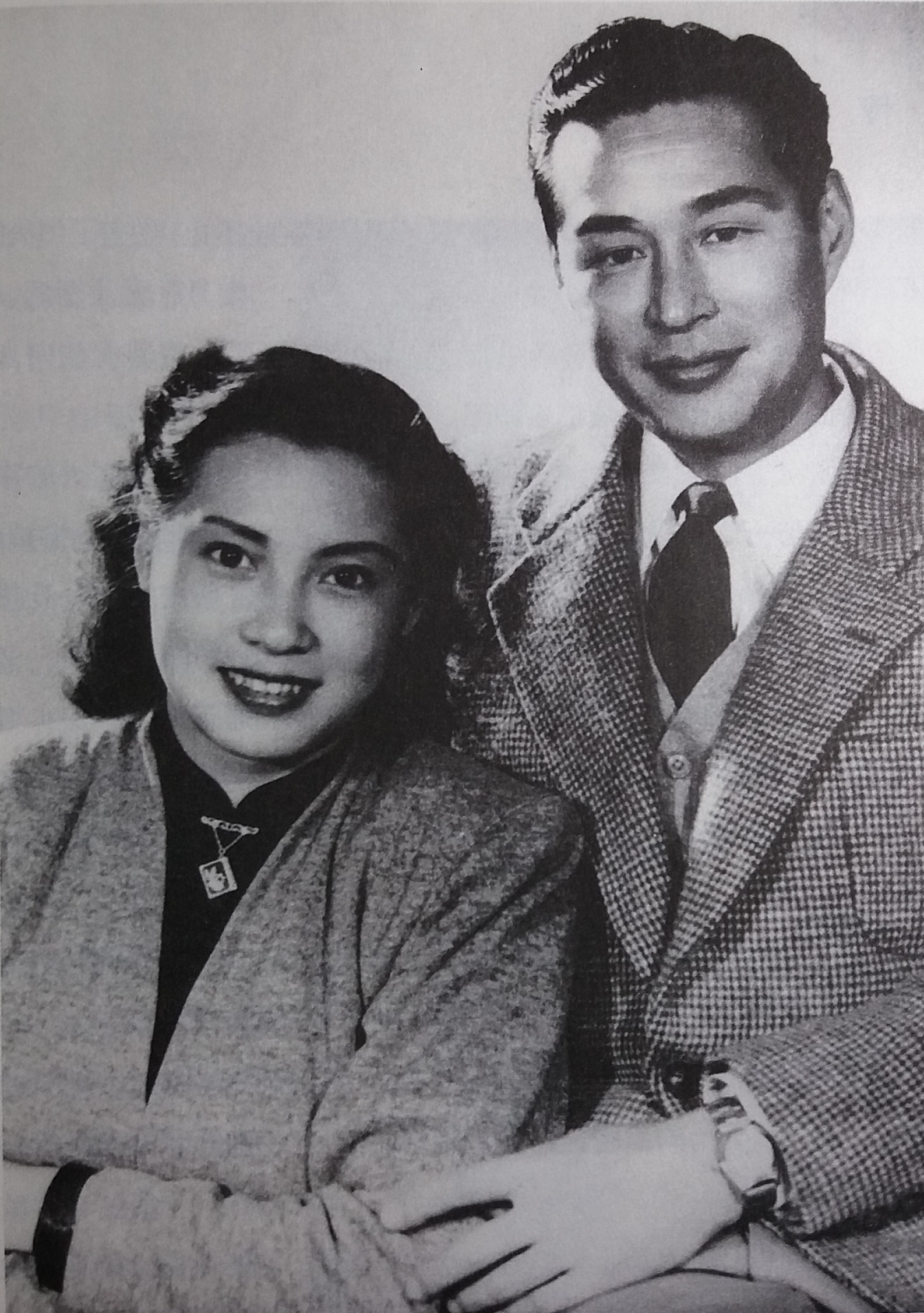
Jin Yan Amb Qin Yi, la seva segona muller

Jin Yan (7 d'abril de 1910 – 27 de desembre de 1983), també conegut pel seu nom anglès Raymond King, fou un actor xinès nascut a Corea que va ser famós durant l'edat daurada del cinema xinès desenvolupat a Xangai. Els seu talent actoral i el seu físic li van donar molta popularitat en els anys 30. Va ser batejat com l'"Emperador del cinema" i el "Rodolfo Valentino de Xangai".

## Filmografia
| Any  | Pel·lícula                               | Títol xinès    | Rol                                       |
| ---- | ---------------------------------------- | -------------- | ----------------------------------------- |
| 1928 | Mulan s'uneix a l'Exèrcit                | 花木蘭從軍     | Soldat                                    |
| 1929 | Quatre herois de la família Wang II      | 王氏四俠-續集  | Wang Zhang Yun (王長雲)                   |
| 1929 | Espadaxí romàntic                        | 風流劍客       | Llarg Fei (龍飛)                          |
| 1930 | Flors salvatges                          | 野草閒花       | Huang Yun (黃雲)                          |
| 1931 | Amor i deure                             | 戀愛與義務     | Li Zu Yi (李祖義)                         |
| 1931 | Un esprai de flors de prunera            | 一剪梅         | Hu Lun Ting (胡倫廷) [Valentine]          |
| 1931 | La noia de préssec                       | 桃花泣血記     | Jin De En (金德恩)                        |
| 1931 | Dues estrelles de la galàxia             | 銀漢雙星       | Yang Yi Yun (楊倚雲)                      |
| 1932 | Roses salvatges                          | 野玫瑰         | Jiang Bo (江波)                           |
| 1932 | Afrontant la crisi nacional junts        | 共赴國難       | Soldat voluntari                          |
| 1932 | Humanitat                                | 人道           | Zhao Min Jie                              |
| 1932 | Un mestre de música                      | 海外鵑魂       | Zhong Zhi Colla                           |
| 1933 | Tres dones modernes                      | 三個摩登女性   | Zhang Yu                                  |
| 1933 | Nit a la ciutat                          | 城市之夜       |                                           |
| 1933 | La llum de l'instint maternal            | 母性之光       | Jia Hu (家瑚)                             |
| 1934 | Edat daurada                             | 黄金时代       | Zeng Zhang Chun                           |
| 1934 | La gran carretera                        | 大路           | Jin Ge (金哥)                             |
| 1935 | L'aficionat a les noves flors de préssec | 新桃花扇       | Ullal Yu Min                              |
| 1936 | Aspiració elevada                        | 壯志凌雲       | Defuig Er (Adult Jove) (順兒青年)         |
| 1936 | Les ones que renten la sorra             | 浪淘沙         | Ah Long                                   |
| 1936 | Retorn a la naturalesa                   | 到自然去       | M Long                                    |
| 1938 | Llàgrimes de sang inesperades            | 情天血淚       |                                           |
| 1938 | Wu Song i Pan Jin Lian                   | 武鬆與潘金蓮   | Wu Cançó                                  |
| 1939 | Lin Chong, el proscrit                   | 林沖雪夜殲仇記 |                                           |
| 1940 | L'immens cel                             |                | Jin Wan Li                                |
| 1947 | Gendre ideal                             | 乘龍快婿       | Situ Yan (司徒炎)                         |
| 1947 | Melodia de primavera                     | 迎春曲         | Dong Fan Xi                               |
| 1949 | Amor perdut                              | 失去的愛情     |                                           |
| 1950 | El món brilla un altre cop               | 大地重光       | Lao Shen (老沈)                           |
| 1954 | El gran inici                            | 偉大的起點     | Cap de departament Nie (聶部長)           |
| 1956 | Mare                                     | 母親           | Lao Deng (老鄧)                           |
| 1957 | L'àguila valenta en la tempesta          | 暴風雨中的雄鷹 | Lao Ba Er (老巴爾)                        |
| 1958 | Bandera vermella al mar                  | 海上紅旗       | Secretari Tang (唐書記)                   |
| 1958 | Estima la fàbrica com la Casa            | 愛廠如家       | Cap del departament industrial (工業部長) |